# Bohdan Sobiesiak
Bohdan Sobiesiak (ur. 30 czerwca 1934 w Barłogach, zm. 25 listopada 2007 w Sopocie) – aktor teatralny i filmowy.

## Życiorys
W 1955 ukończył studia na PWST w Łodzi. Związany głównie z łódzkimi teatrami: Powszechnym i Ziemi Łódzkiej. Występował także na deskach Teatru im. Wojciecha Bogusławskiego w Kaliszu i Teatru Ziemi Lubuskiej w Zielonej Górze. Brał także udział w inscenizacjach telewizyjnych, głównie w Teatrze TV.

## Filmografia
- 1967: Czarna suknia (reż. Janusz Majewski)
- 1969: Księżyc (reż. Stanisław Brejdygant)
- 1977: Biohazard (reż. Janusz Kubik)
- 1977: Pokój z widokiem na morze (reż. Janusz Zaorski)
- 1977: Rekolekcje (reż. Witold Leszczyński)

## Seriale TV
- 1968: Dzieci z naszej szkoły (reż. Wadim Berestowski)
- 1969: Czterej pancerni i pies (reż. Konrad Nałęcki)
- 1974: Ile jest życia (reż. Zbigniew Kuźmiński)

## Teatr TV
- 1966: Błękitny patrol (reż. Roman Sykała)
- 1968: Czerwone i czarne (reż. Roman Sykała)
- 1968: Sułkowski (reż. Ryszard Sobolewski)
- 1969: Zamach (reż. Roman Sykała)
- 1970: Henryk V (reż. Maciej Zenon Bordowicz)
- 1980: Colas Breugnon (reż. Tadeusz Junak)
- 1981: Domek z kart (reż. Marek Okopiński)

## Teatr

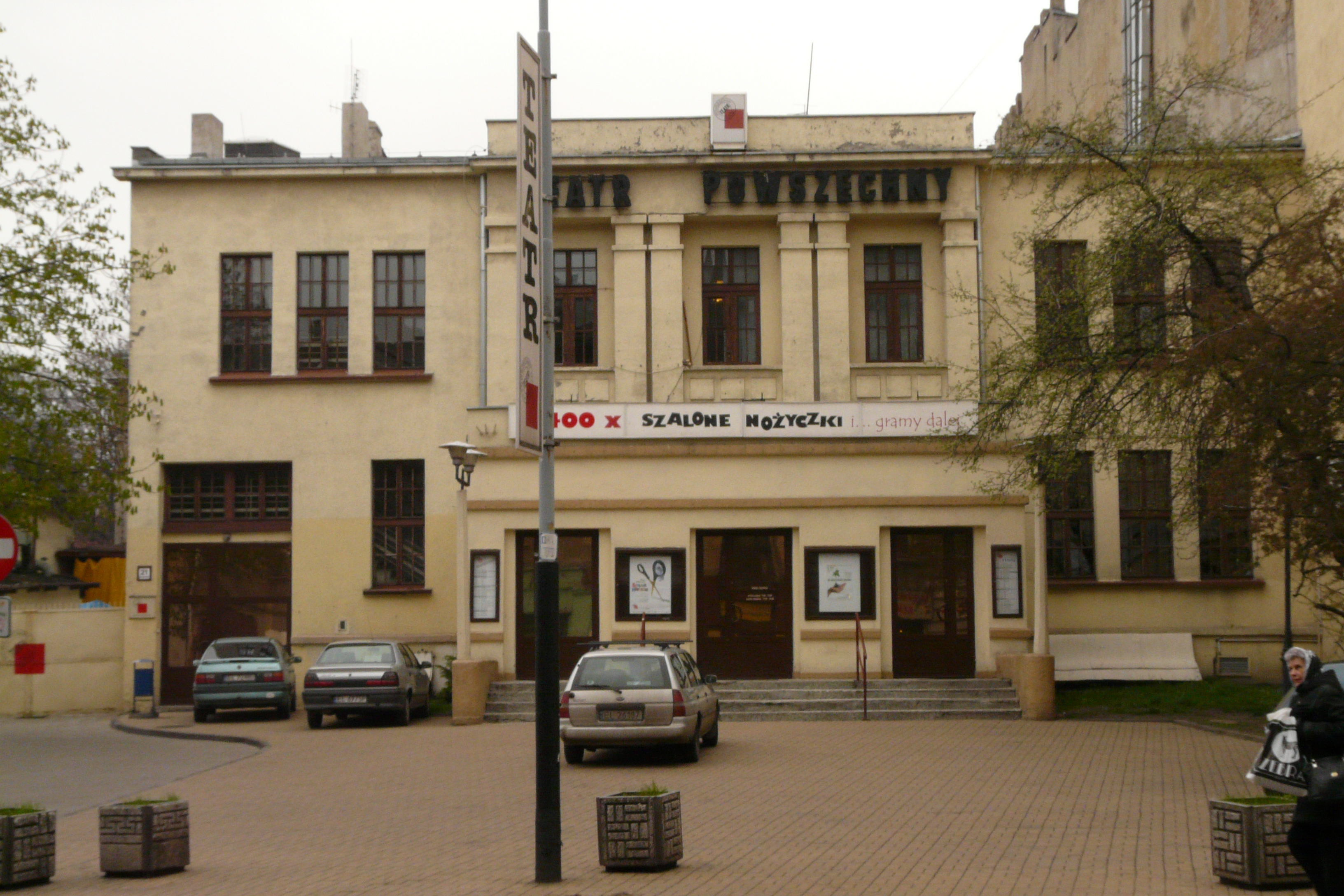
Teatr Powszechny w Łodzi na deskach którego występował Bohdan Sobiesiak

- 1954: Nadzieja (reż. Roman Sykała)
- 1955: Balladyna (reż. Stefania Domańska)
- 1955: Kłopot z mężczyznami (reż. Krystyna Wydrzyńska)
- 1956: Śluby panieńskie (reż. Aniela Borysławska)
- 1956: Neapol miasto milionerów (reż. Jerzy Walden)
- 1956: Damy i huzary (reż. Mieczysław Winkler)
- 1956: Dama kameliowa (reż. Mieczysław Winkler)
- 1957: Hedda Gabler (reż. Tadeusz Kubalski)
- 1958: Kupiec wenecki (reż. Tadeusz Kubalski)
- 1958: Majster i czeladnik (reż. Tadeusz Kubalski)
- 1958: Emilia Galotti (reż. Jerzy Zegalski)
- 1959: Burza (reż. Jerzy Zegalski)
- 1959: Fantazy (reż. Jerzy Krasowski)
- 1959: Błękitny patrol (reż. Roman Sykała)
- 1960: Z nadmiaru miłości (reż. Jerzy Walden)
- 1960: Skowronek (reż. Roman Sykała)
- 1962: Nie głaskało mnie życie po ... (reż. Wiesław Szczotkowski)
- 1963: Klub Pickwicka (reż. Jan Bratkowski)
- 1963: Fizycy (reż. Józef Gruda)
- 1963: Szkoła obmowy (reż. Jerzy Walden)
- 1964: Hamlet nie ma racji (reż. Andrzej Witkowski)
- 1964: Romeo i Julia (reż. Roman Sykała)
- 1964: Ktoś nowy (reż. Roman Sykała)
- 1965: Dziady (reż. Roman Sykała)
- 1965: Dom otwarty (reż. Roman Sykała)
- 1967: Noc spowiedzi (reż. Ryszard Sobolewski)
- 1967: Radziwiłł Panie Kochanku (reż. Roman Sykała)
- 1968: Bereziacy (reż. Roman Sykała)
- 1968: Rzecz listopadowa (reż. Roman Sykała)
- 1970: Henryk V (reż. Maciej Z. Bordowicz)
- 1970: Lizystrata (reż. Roman Sykała)
- 1972: Król Lear (reż. Maciej Z. Bordowicz)
- 1973: Alkad z Zalamei (reż. Maciej Z. Bordowicz)
- 1973: Wielki człowiek do małych ... (reż. Henryk Szletyński)
- 1973: Matka Courage (reż. Jerzy Hoffman)
- 1974: Maria (reż. Mirosław Szonert)
- 1974: Szachy (reż. Andrzej M. Marczewski)
- 1975: Wiśniowy sad (reż. Ryszard Sobolewski)
- 1976: Szwejk (reż. Janusz Zaorski)
- 1976: Zapomnieć o Herostratesie (reż. Marek Okopiński)
- 1977: Mecz (reż. Janusz Kondratiuk)
- 1977: Ryszard III (reż. Jerzy Hoffman)
- 1979: Biedermann i podpalacze (reż. Lidia Zamkow)
- 1980: Sługa dwóch panów (reż. Maciej Korwin)
- 1981: Zbrodnia i kara (reż. Mirosław Szonert)
- 1983: Cud mniemany, czyli Krakowiacy i Górale (reż. Mirosław Szonert)
- 1984: Barbara Radziwiłłówna (reż. Aleksander Strokowski)
- 1985: Kram z piosenkami (reż. Mirosław Szonert)
- 1986: Poskromienie złośnicy (reż. Jan Nebesky)
- 1988: Panienki madame Tiny (reż. Zbigniew Kuźmiński)
- 1988: Dzień dłuższy niż stulecie (reż. Aleksander Wilkin)
- 1988: Trzy siostry (reż. Adam Hanuszkiewicz)
- 1990: Bal manekinów (reż. Jan Buchwald)
- 1991: Aktor (reż. Bohdan Cybulski)
- 1991: Czarodziejski flet (reż. Janina Niesobska, Maciej Korwin)
- 1992: Ania z Zielonego Wzgórza (reż. Maciej Korwin)
- 1993: Dialog na Wielki Piątek (reż. Andrzej Jakubas)
- 1993: Antygona (reż. Maciej Korwin)
- 1994: Ibusar (reż. Andras Schlanger)